# Central térmica de Soto de Ribera
La central térmica de Soto de Ribera es una instalación termoeléctrica situada junto al río Nalón, en el término municipal de Ribera de Arriba, en Asturias (España). Constaba de 4 grupos térmicos, dos de ciclo convencional de 254 y 361 MW y dos de ciclo combinado de 432 y 434 MW. Es propiedad de la empresa EDP Energía.

## Historia
El proyecto para la instalación de una central térmica en la zona que aprovechase la abundante producción de carbón de las cuencas del Nalón y el Caudal se gestó en 1957, cuando se presentó el proyecto de construcción de tres grupos turbogeneradores para producir electricidad en unos terrenos junto a la confluencia de los ríos Nalón y Caudal en el concejo de Ribera de Arriba, a 7 km de Oviedo. Ese año se inician las obras, a cargo de un consorcio compuesto por Hidroeléctrica del Cantábrico, Electra del Viesgo y Eléctrica de Langreo, finalizando las mismas en 1962. El Grupo I, de 67 MW, entró en funcionamiento en 1962, el Grupo II, de 254 MW, en 1967 y el Grupo III, de 361, en 1984.
En 1999, Hidrocantábrico compró a Electra de Viesgo y Hidroeléctrica Española (que había absorbido Eléctrica de Langreo en 1981) su participación en la central, por lo que pasó a ser íntegramente de su propiedad.
Hidrocantábrico (desde 2005 HC Energía) se planteó la posibilidad de incorporar un ciclo combinado en la central, así como el cierre de alguno de los grupos primitivos de carbón, y en 2007 obtuvo la autorización para el cierre del Grupo I, tras 40 años de funcionamiento. Al año siguiente puso en funcionamiento el primer ciclo combinado existente en Asturias, con una potencia de 432 MW y que utiliza gas natural como combustible principal. Para el transporte del combustible a la central fue construido un gasoducto con una presión de 80 bares conectado a la red básica Zamora-Oviedo, que pasa a 2 km de la misma. En 2010 entró en funcionamiento un segundo grupo de ciclo combinado, de 434 MW, denominado Grupo V.
Los grupos de carbón queman tanto carbón nacional de Hunosa como de importación procedente del puerto del Musel en Gijón, dependiendo de la situación del sector minero.
De los 3 grupos originales de carbón, el cierre del grupo 1 fue aprobado por el Ministerio de Industria en noviembre de 2007, tras 191.130 horas de funcionamiento. El grupo 2 cerro el 31 de diciembre de 2015 quedando el grupo 3 supeditado al cierre de las centrales térmicas de carbón en España, cuyo cierre está solicitado por EDP para que se complete en 2022.

## Instalaciones
La central de Soto de Ribera se encuentra junto al cauce del río Nalón, en el que se construyó un embalse para la refrigeración de la misma, y está próxima también a la Autovía A-66. El conjunto está dominado por las dos grandes chimeneas de los grupos II y III y su torre de refrigeración. Los dos ciclos combinados se encuentran contiguos, con dos chimeneas de menores dimensiones. La central térmica tiene también un acceso para ferrocarriles de FEVE, que facilita el transporte de carbón desde el puerto de Gijón hasta las instalaciones de la central.

## Datos técnicos[16]

### Grupo II

#### Generador de vapor
Carbón pulverizado; quemadores tangenciales inclinables.
Circulación natural, con calderín único.
Con recalentador intermedio.
Capacidad:
- 736 Tm/h de vapor principal a 140 bar y 540 °C.
- 653 Tm/h. de vapor recalentado a 33 bar y 540 °C.

Presión de diseño:: 158 Kg/cm².
Fabricante: Combustion Engineering.

#### Grupo Turboalternador
- Turbina de 2 cilindros, tipo tándem de condensación, con recalentamiento y 6 extracciones.
- Alternador refrigerado por hidrógeno y por agua.
- Regulación de tensión por amplidina.
- Condiciones de vapor a la entrada: 127 bar y 538 °C.
- Tensión de generación: 22.000 V.
- Excitatriz acoplada mediante reductor: 3000/750 r. p. m.
- Potencia nominal del grupo: 317.500 KVA.
- Fabricante: General Electric.

### Grupo III

#### Generador de vapor
Carbón pulverizado; quemadores tangenciales inclinables.
Circulación controlada, con calderín único.
Con recalentador intermedio.
Capacidad:
- 1120 Tm/h. de vapor sobrecalentado a 175 Kg/cm² 540 °C.
- 984 Tm/h de vapor recalentado a 44,6 Kg/cm² 540 °C.

Presión de diseño: 208 Kg/cm².
Fabricante: Combustion Engineering.

#### Grupo Turboalternador
- Turbina de 2 cilindros, tipo tándem de condensación, con recalentamiento y 7 extracciones.
- Alternador refrigerado por hidrógeno.
- Condiciones del vapor a la entrada: 169 bar y 538 °C.
- Tensión de generación: 20.000 V.
- Excitatriz tipo rotor inducido, sin escobillas.
- Regulación de tensión estática por inversores.
- Potencia nominal del grupo: 428.900 KVA.
- Fabricante: Westinghouse.

### Grupo IV

#### Datos generales de la planta
- Potencia bruta (MW): 431,9.
- Potencia neta (MW): 426,0.
- Rendimiento bruto (%): 58,7
- Combustible principal: gas natural.
- Combustible auxiliar: gasóleo.
- Turbina de gas
- Tipo: Alstom GT 26B.
- Potencia (MW): 269,8.
- N.º etapas del compresor: 22.
- Relación de compresión: 31:1.
- Caudal gases de escape (kg/s): 641,4.
- Temperatura gases de escape(°C): 615,5.

#### Grupo alternador
- Tipo: Turbogenerador Alstom Topgas.
- Potencia: 500 MVA, 21 kV.
- Turbina de vapor
- Tipo: Alstom eje único, doble carcasa, tres presiones de vapor.
- Entrada cuerpo AP temp./presión (°C/bar): 565/136.
- Entrada cuerpo MP temp./presión (°C/bar): 565/29.
- Entrada cuerpo BP temp./presión (°C/bar): 286/4,6.
- Potencia (MW): 156.

#### Caldera de recuperación de calor
- Tipo: Caldera horizontal tipo Alstom Windsor, tres presiones con recalentamiento, circulación natural.
- Condiciones del vapor:
- Salida sección AP temp./presión (°C/bar): 567/139.
- Salida sección MP temp./presión (°C/bar): 566/29.
- Salida sección BP temp./presión (°C/bar): 286/4,9.

### Grupo V

#### Datos generales de la planta
- Potencia bruta (MW): 433,6.
- Potencia neta (MW): 428,1.
- Rendimiento bruto (%): 58,9.
- Combustible principal: gas natural.
- Turbina de gas
- Tipo: Alstom GT 26B.
- Potencia (MW): 274.
- N.º etapas del compresor: 22.
- Relación de compresión: 31:1.
- Caudal gases de escape (kg/s): 634,8.
- Temperatura gases de escape(°C): 620,6.

#### Grupo alternador
- Tipo: Turbogenerador Alstom Topgas.
- Potencia: 530 MVA, 21 kV.
- Turbina de vapor
- Tipo: Alstom eje único, doble carcasa, tres presiones de vapor.
- Entrada cuerpo AP temp./presión (°C/bar): 565/136.
- Entrada cuerpo MP temp./presión (°C/bar): 565/29.
- Entrada cuerpo BP temp./presión (°C/bar): 288/4,6.
- Potencia (MW): 158.

#### Caldera de recuperación de calor
- Tipo: Caldera horizontal tipo Alstom Windsor, tres presiones con recalentamiento, circulación natural.
- Condiciones del vapor:
- Salida sección AP temp./presión (°C/bar): 567/139.
- Salida sección MP temp./presión (°C/bar): 566/29.
- Salida sección BP temp./presión (°C/bar): 289/4,9.